# K (Eighth Avenue Local)

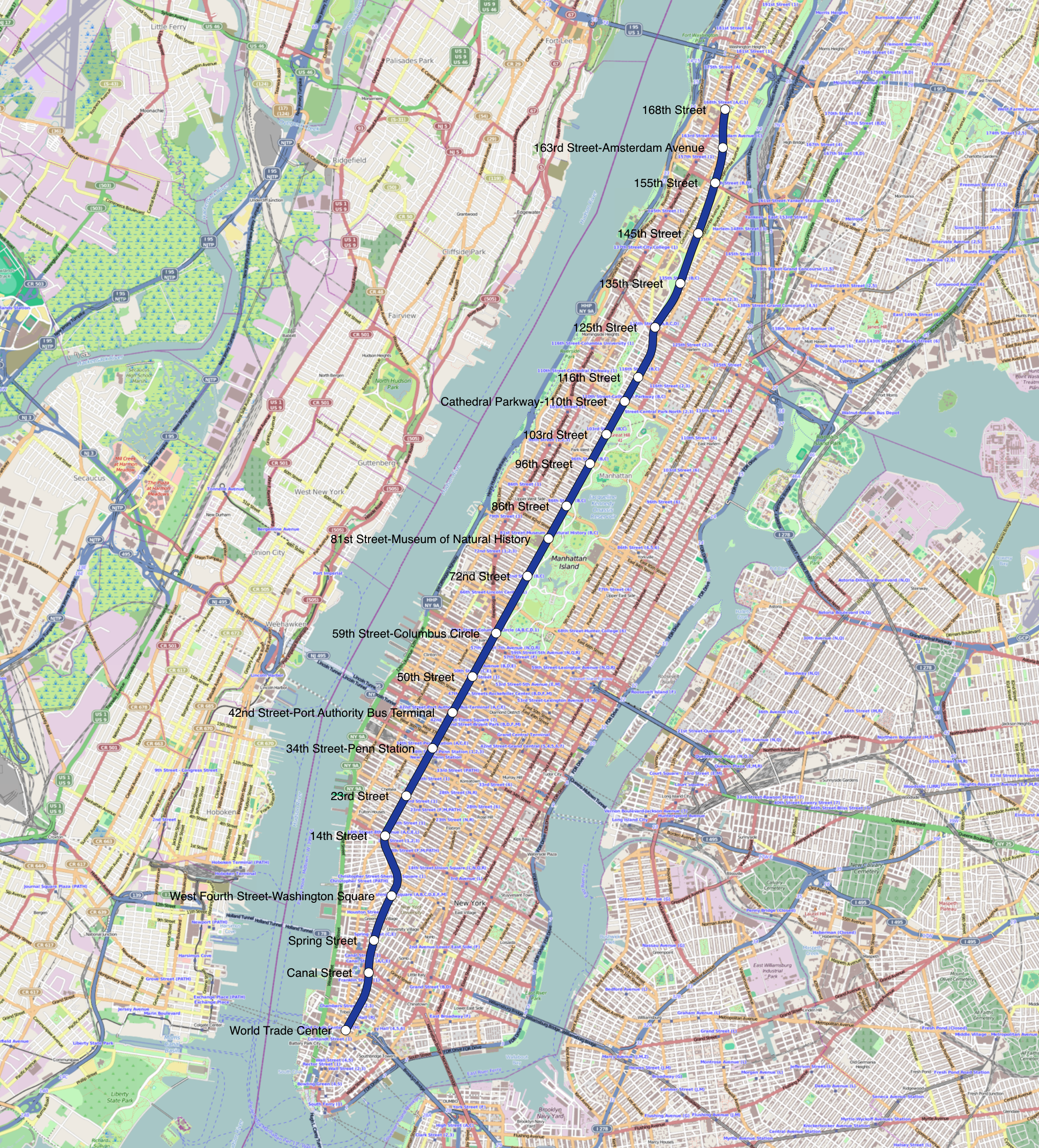
Mapa del servicio del metro K de Nueva York

La K Eighth Avenue Local (línea K local del la Octava Avenida en español), anteriormente como la AA, fue un servicio del metro de la ciudad de Nueva York a lo largo de la línea de la Octava Avenida.

## Historia
En mayo de 1986, como parte de la eliminación de dobles letras, la antigua AA, de la Octava Avenida Local, fue renombrada a K. Este servicio operaba entre la calle 168 y el World Trade Center, y no durante las horas pico u horas nocturnas. Al mismo tiempo, el servicio  C fue formado y eliminando también la lInea CC, que operaba entre Bedford Park Boulevard y la avenida Euclid (servicio cortado desde Rockaway Park–Beach 116th Street,  con el shuttle H reemplazándolo).
La última vez que el servicio K operó fue el 10 de diciembre de 1988, y el 11 de diciembre el servicio C fue expandido de su servicio de horas pico e incluir el servicio de mediodía que opera entre la calle 145 y la avenida Euclid, el servicio de la tarde (hasta las 21:00) desde la calle 145 hacia el World Trade Center, y el servicio de fin de semana coincidiendo con el antiguo servicio K, entre la calle 168 y el World Trade Center.